# Bóng gậy tại Đại hội Thể thao châu Á 2022
Bóng gậy là một trong 37 môn thể thao thi đấu tại Đại hội Thể thao châu Á 2022 được tổ chức tại Hàng Châu, Trung Quốc, là giải đấu Twenty20 International dành cho cả nam và nữ. Trước giải đấu này, bộ môn cricket được tổ chức gần nhất tại Đại hội Thể thao châu Á vào năm 2014. Đại hội Thể thao châu Á ban đầu dự kiến diễn ra vào tháng 9 năm 2022, nhưng sau đó đã bị hoãn lại một năm do ảnh hưởng của đại dịch COVID-19. 14 đội nam và 9 đội nữ tham dự giải đấu. Các đội được xếp hạt giống dựa trên bảng xếp hạng T20 của ICC được công bố ngày 1 tháng 6 năm 2023.

## Lịch thi đấu
| SL | Vòng sơ loại | ¼ | Tứ kết | ½ | Bán kết | CK | Chung kết |

| ND↓/Ngày → | Tháng 9    | Tháng 9    | Tháng 9    | Tháng 9    | Tháng 9    | Tháng 9 | Tháng 9    | Tháng 9    | Tháng 9    | Tháng 9    | Tháng 9    | Tháng 9    | Tháng 10 | Tháng 10   | Tháng 10   | Tháng 10   | Tháng 10   | Tháng 10   | Tháng 10   |
| ND↓/Ngày → | 19/9 Thứ 3 | 20/9 Thứ 4 | 21/9 Thứ 5 | 22/9 Thứ 6 | 23/9 Thứ 7 | 24/9 CN | 25/9 Thứ 2 | 26/9 Thứ 3 | 27/9 Thứ 4 | 28/9 Thứ 5 | 29/9 Thứ 6 | 30/9 Thứ 7 | 1/10 CN  | 2/10 Thứ 2 | 3/10 Thứ 3 | 4/10 Thứ 4 | 5/10 Thứ 5 | 6/10 Thứ 6 | 7/10 Thứ 7 |
| ---------- | ---------- | ---------- | ---------- | ---------- | ---------- | ------- | ---------- | ---------- | ---------- | ---------- | ---------- | ---------- | -------- | ---------- | ---------- | ---------- | ---------- | ---------- | ---------- |
| Nữ         | SL         | SL         | ¼          | ¼          |            | ½       | CK         |            |            |            |            |            |          |            |            |            |            |            |            |
| Nam        |            |            |            |            |            |         |            |            | SL         | SL         | SL         |            | SL       | SL         | ¼          | ¼          |            | ½          | CK         |

## Bảng tổng sắp huy chương
| Hạng               | Đoàn               | Vàng | Bạc | Đồng | Tổng số |
| ------------------ | ------------------ | ---- | --- | ---- | ------- |
| 1                  | Ấn Độ              | 2    | 0   | 0    | 2       |
| 2                  | Sri Lanka          | 0    | 1   | 0    | 1       |
| 2                  | Afghanistan        | 0    | 1   | 0    | 1       |
| 4                  | Bangladesh         | 0    | 0   | 2    | 2       |
| Tổng số (4 đơn vị) | Tổng số (4 đơn vị) | 2    | 2   | 2    | 6       |

## Danh sách huy chương
| Nội dung     | Vàng | Bạc | Đồng |
| ------------ | --- | --- | --- |
| Giải đấu nam | Ấn Độ · Ruturaj Gaikwad · Yashasvi Jaiswal · Shivam Dube · Rahul Tripathi · Tilak Varma · Rinku Singh · Jitesh Sharma · Washington Sundar · Shahbaz Ahmed · Ravi Bishnoi · Avesh Khan · Arshdeep Singh · Mukesh Kumar · Prabhsimran Singh · Sai Kishore · Akash Deep | Afghanistan · Gulbadin Naib · Mohammad Shahzad · Fareed Ahmad · Qais Ahmad · Zubaid Akbari · Sharafuddin Ashraf · Sediqullah Atal · Karim Janat · Zahir Khan · Nijat Masood · Shahidullah · Sayed Shirzad · Wafiullah Tarakhil · Noor Ali Zadran · Afsar Zazai                                                             | Bangladesh · Saif Hassan · Afif Hossain · Parvez Hossain Emon · Zakir Hasan · Jaker Ali · Yasir Ali · Mrittunjoy Chowdhury · Rishad Hossain · Shahadat Hossain · Tanvir Islam · Mahmudul Hasan Joy · Sumon Khan · Ripon Mondol · Rakibul Hasan · Nahid Rana · Hasan Murad |
| Giải đấu nữ  | Ấn Độ · Kanika Ahuja · Anusha Bareddy · Uma Chetry · Rajeshwari Gayakwad · Richa Ghosh · Amanjot Kaur · Harmanpreet Kaur · Smriti Mandhana · Minnu Mani · Jemimah Rodrigues · Titas Sadhu · Deepti Sharma · Devika Vaidya · Pooja Vastrakar · Shafali Verma          | Sri Lanka · Chamari Athapaththu · Nilakshi de Silva · Kavisha Dilhari · Imesha Dulani · Vishmi Gunaratne · Achini Kulasuriya · Sugandika Kumari · Kaushini Nuthyangana · Hasini Perera · Udeshika Prabodhani · Inoshi Priyadharshani · Oshadi Ranasinghe · Inoka Ranaweera · Harshitha Samarawickrama · Anushka Sanjeewani | Bangladesh · Marufa Akter · Nahida Akter · Shorna Akter · Disha Biswas · Fargana Hoque · Rabeya Khan · Fahima Khatun · Sultana Khatun · Sanjida Akter Meghla · Lata Mondal · Ritu Moni · Sobhana Mostary · Shathi Rani · Nigar Sultana · Shamima Sultana                  |